# Бхайрахава (аеропорт)
Аеропорт Гаутама Будда (англ. Gautam Buddha Airport), (IATA: BWA, ICAO: VNBW), також відомий як аеропорт Бхайрахава, — непальський аеропорт, що обслуговує комерційні авіаперевезення муніципалітету Сіддхартханагар (район Рупандехі, Лумбіні).

## Загальні відомості
Аеропорт Гаутама Будда розташований на висоті 109 метрів над рівнем моря і експлуатує одну злітно-посадкову смугу 10/28 розмірами 1510х34 метра з асфальтовим покриттям.
Згідно з планом Управління цивільної авіації Непалу аеропорт Гаутама Будда до 2017 року має отримати статус міжнародного. План передбачає будівництво нової злітно-посадкової смуги довжиною в 3000 метрів і шести літакових стоянок для міжнародних рейсів. Генеральний план буде фінансуватися з двох джерел: 42,96 мільйонів доларів США за рахунок субсидій і пожертвувань і 12,75 мільйонів доларів за рахунок кредиту Азійського банку розвитку.

## Авіакомпанії і пункти призначення
| Авіакомпанія    | Пункт призначення |
| --------------- | ----------------- |
| Agni Air        | Катманду          |
| Buddha Air      | Катманду          |
| Gorkha Airlines | Катманду          |
| Guna Airlines   | Катманду          |
| Yeti Airlines   | Катманду          |